# Tryonocryptus gigas
Tryonocryptus gigas är en stekelart som beskrevs av Ian D. Gauld och Holloway 1983. Tryonocryptus gigas ingår i släktet Tryonocryptus och familjen brokparasitsteklar. Inga underarter finns listade i Catalogue of Life.